# Stenurt (Hylotelephium)
Slægten Stenurt (Hylotelephium) er udbredt i Østasien og Europa. Det er sukkulente stauder med lav, opret vækst og tykke blade. Blomsterne er 5-tallige. Her nævnes kun de arter, som er vildtvoksende eller dyrkede i Danmark.
| Beskrevne arter |

- Sankthansurt (Hylotelephium telephium)
- Kinesisk sankthansurt (Hylotelephium spectabile)